# Quiahuiltepec
Quiahuiltepec är en ort i Mexiko.   Den ligger i kommunen Copanatoyac och delstaten Guerrero, i den sydöstra delen av landet, 230 km söder om huvudstaden Mexico City. Quiahuiltepec ligger 1 910 meter över havet och antalet invånare är 433.
Terrängen runt Quiahuiltepec är lite bergig. Runt Quiahuiltepec är det ganska glesbefolkat, med 32 invånare per kvadratkilometer. Närmaste större samhälle är Malinaltepec, 19,3 km söder om Quiahuiltepec. I omgivningarna runt Quiahuiltepec växer huvudsakligen savannskog.